# Rose Emmet Young
Rose Emmet Young, també coneguda com a Rose Young, Rose Emmet o RE Young, (Lexington (Missouri), 1869-1941) fou una escriptora feminista estatunidenca, defensora del sufragi.

## Trajectòria
Rose Emmet Young nasqué a Lexington (Missouri). Va dirigir una empresa fustera abans d'esdevenir escriptora i involucrar-se en el moviment sufragista.
Young col·laborà amb revistes i editorials amb el pseudònim de RE Young. Els seus textos de ficció es publicaren en Harper's Magazine, McClure's Magazine, The Century Magazine, Collier's i The Atlantic. Fou editora literària i d'art de la University Publishing Co. Al 1889, Young es traslladà a Nova York, on va passar gran part de la seva vida, i va treballar al Nova York Post.

### Moviment sufragista
Al 1915, fou contractada per la sufragista Carrie Chapman Catt per a dirigir la Bureau of Suffrage Education de Leslie, l'oficina de premsa de la Comissió de Sufragi de Dones i l'Associació Nacional de Sufragi de Dones d'Amèrica. L'oficina es creà amb fons d'una herència, que Miriam Leslie deixà per a la causa del sufragi femení. Aquesta oficina de premsa era un servei de notícies diari en els cinquanta estats que distribuïa informació sobre el dret al vot de les dones. El treball de Young era compilar i redistribuir notícies, editorials, fotografies, dibuixos i estadístiques a diaris de tots els Estats Units per a informar el públic sobre tot allò relacionat amb el sufragi femení. El servei de notícies d'aquesta oficina de premsa arribà als vint milions de lectors per la distribució d'Associated Press i altres agències d'informació.

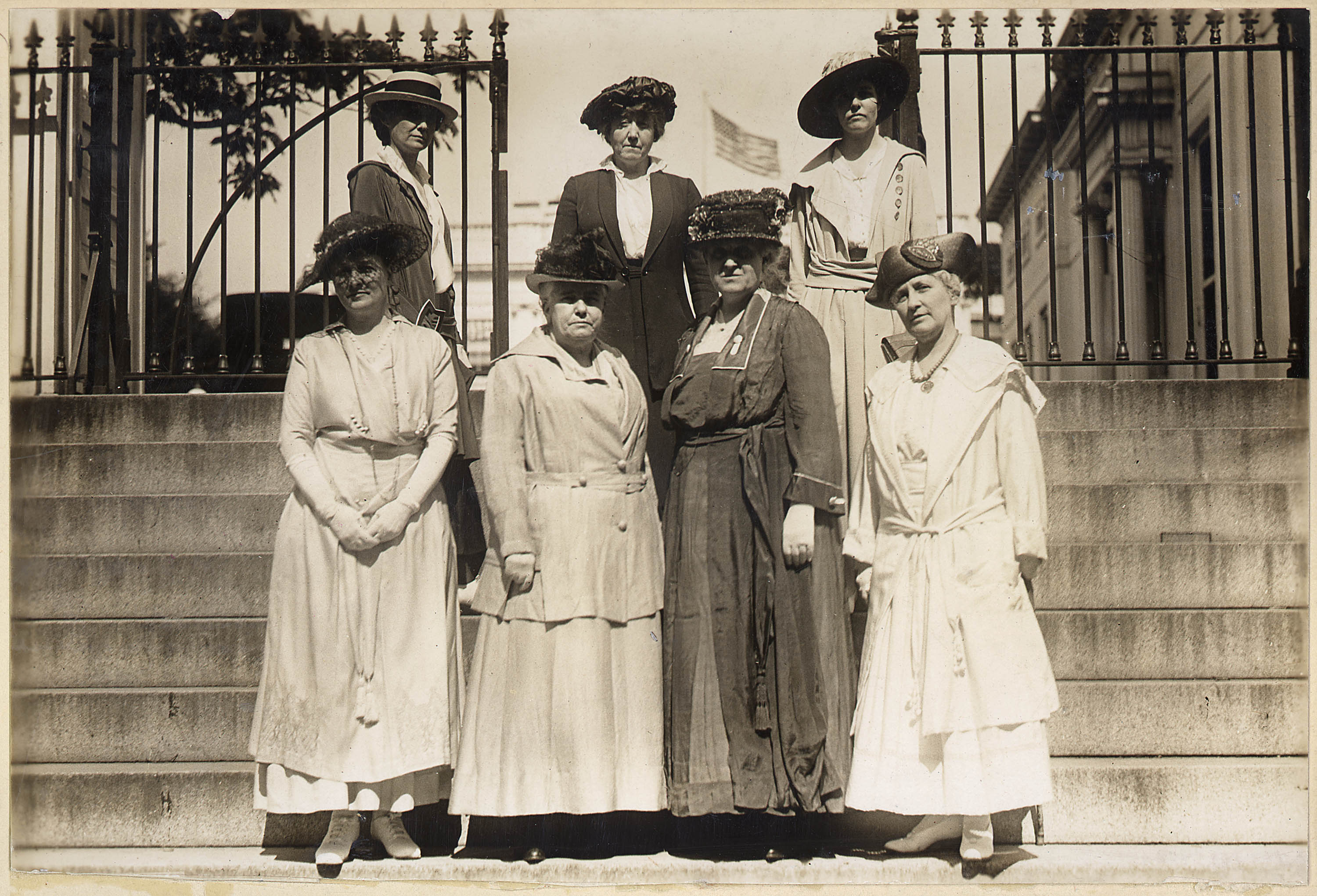
Rose Emmet Young (fila superior, primera des de l'esquerra)

A més a més, Young creà i fou editora en cap de The Woman Citizen (més tard Woman's Journal), un butlletí setmanal que fusionà tres publicacions existents: Woman's Journal, National Suffrage News i The Woman Voter. Aquest projecte amplià l'abast del departament de recerca del Leslie Bureau per a recopilar estadístiques, llistes de llibres i articles. The Woman Citizen tenia la seu en el núm. 171 de l'Avinguda Madison de Nova York i tenia 20.000 lectors.
També col·laborà amb altres revistes i periòdics, amb editorials que reclamaven l'avanç del sufragi femení.

## Obra

### Novel·les
- 1903 - Sally of Missouri i Henderson.
- 1927 - Murder at Mason’s

### Contes
- 1906/1907 - Petticoat Push, With Reluctant Feet i The Substance of Things Hoped For publicats en Harper's Bazaar.[7]

### Teatre
- 1936 - The Cigar Smoker, escrit amb Marie Jenney Howe.[8]

### Obres de no-ficció
- 1917-1929 - The record of the Leslie woman suffrage commission, inc.
- 1935 - Why wars must cease. En col·laboració amb Carrie Chapman Catt i Eleanor Roosevelt).[9]